# Скелі «Кінашки»
Ске́лі «Кі́нашки» — геологічна пам'ятка природи місцевого значення в Україні. Розташована в межах Вижницького району Чернівецької області, на схід від села Товарниця і на захід від села Лопушна. 
Площа 3 га. Статус надано згідно з рішенням 20-ї сесії Чернівецької обласної ради IV скликання від 28.04.2005 року, № 66-20/05. Перебуває у віданні ДП «Берегометське лісомисливське господарство» (Лопушнянське л-во, кв. 16, вид. 2). 
Статус надано з метою збереження мальовничої скелі заввишки до 20 м, що складається з пісковиків ямненської світи. Є рідкісні форми вивітрювання. Скеля розташована неподалік від вершини гори Кінашка, в межах гірського масиву Покутсько-Буковинські Карпати.

## Світлини

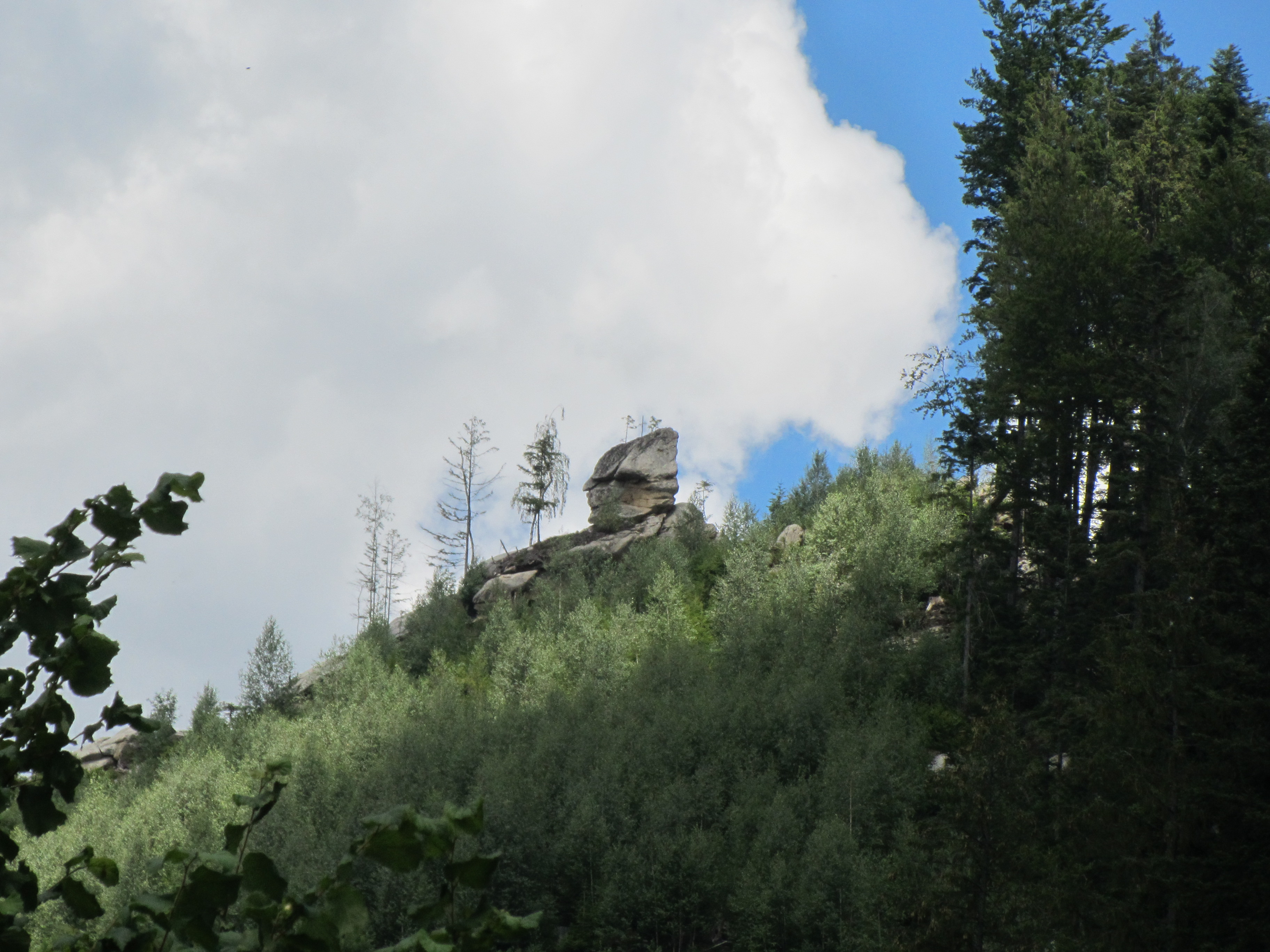
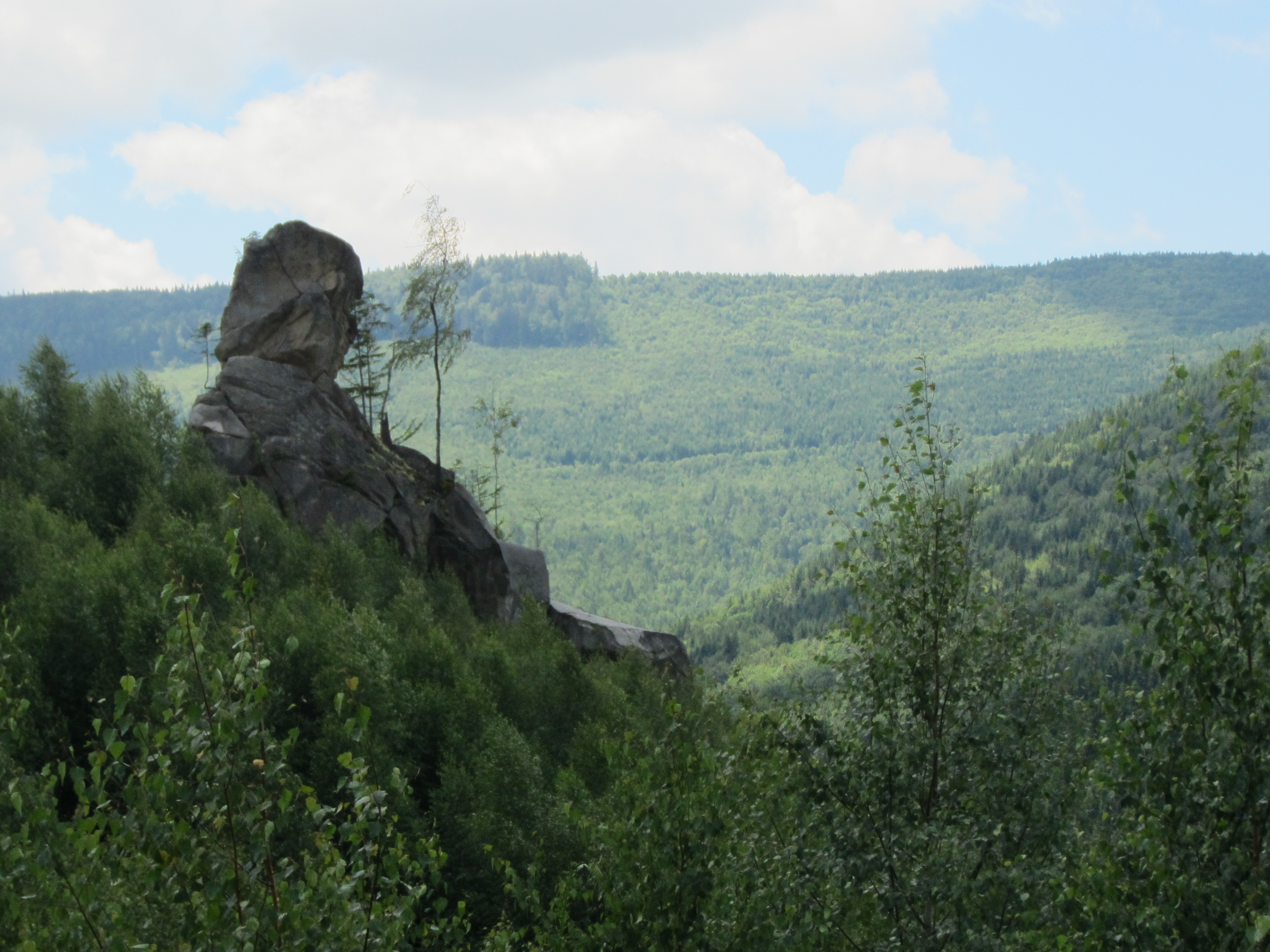
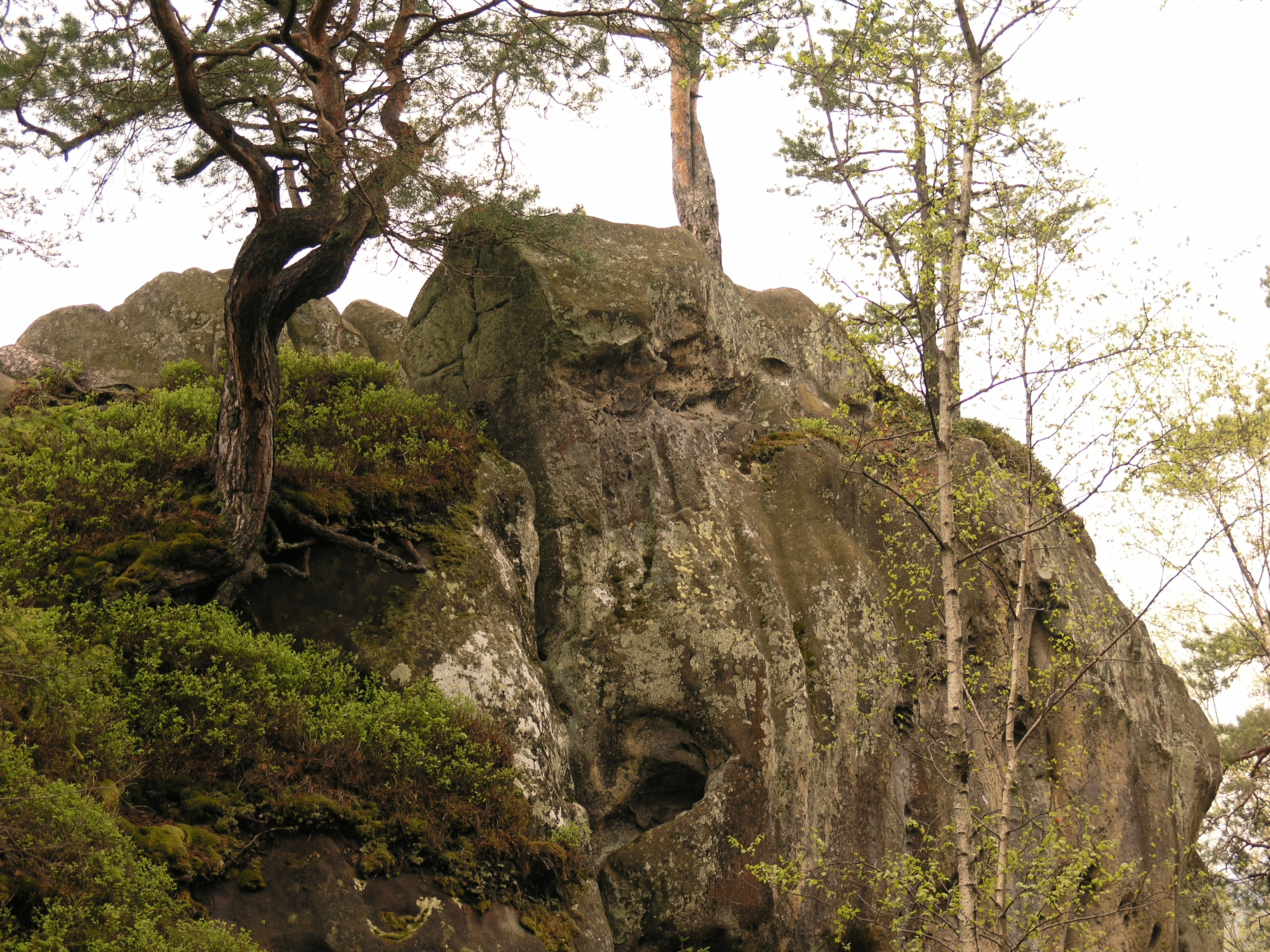
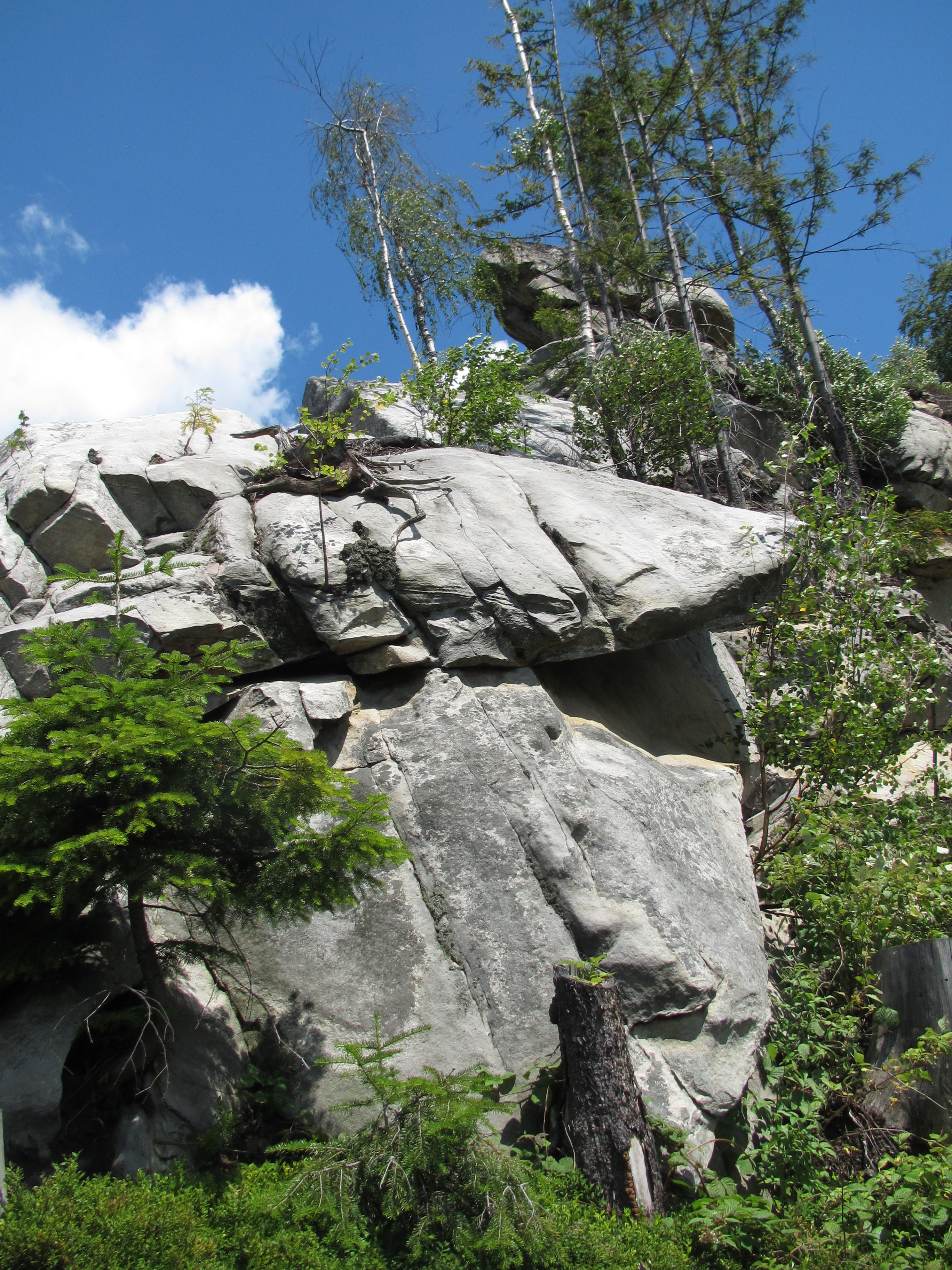
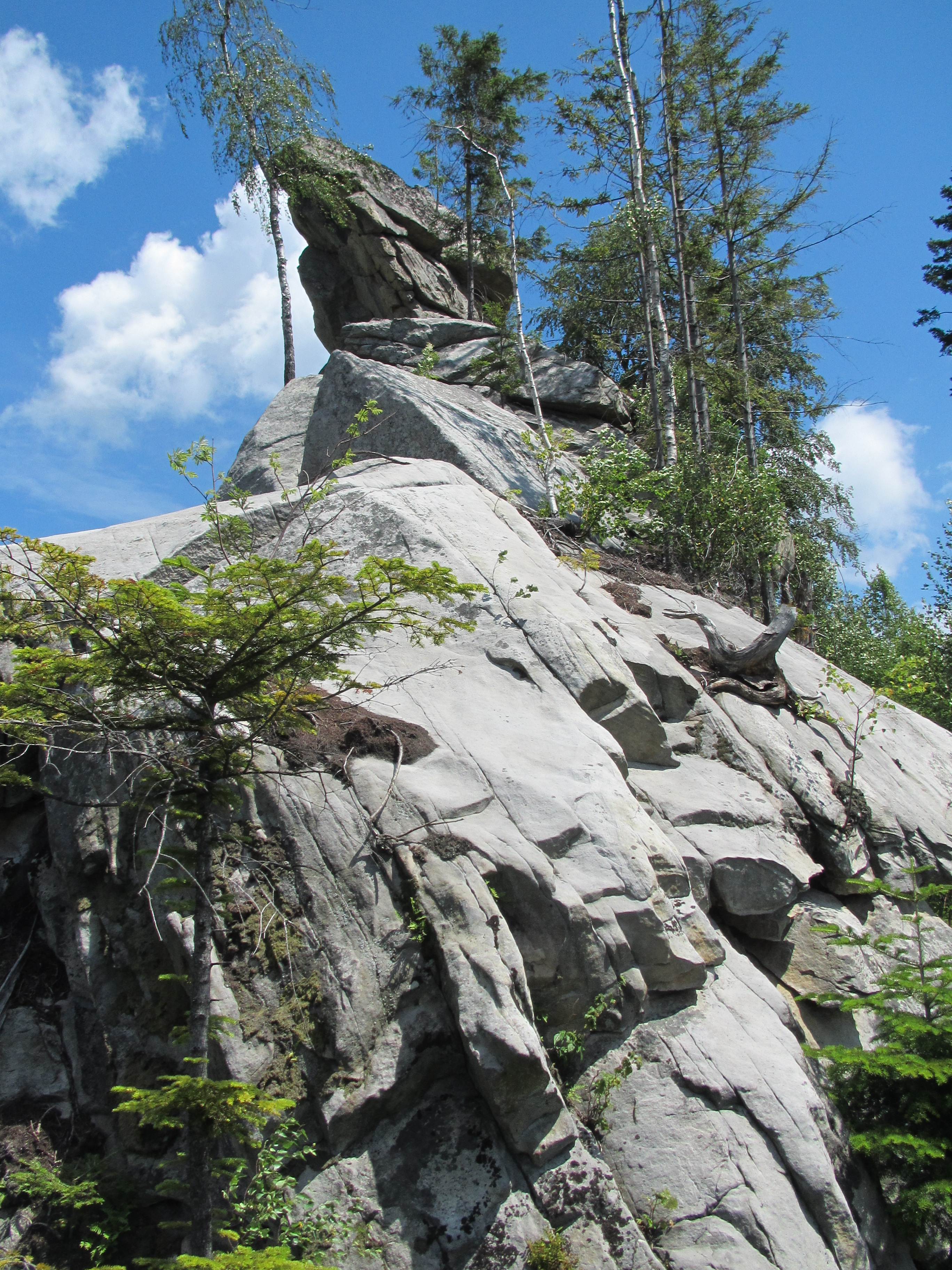
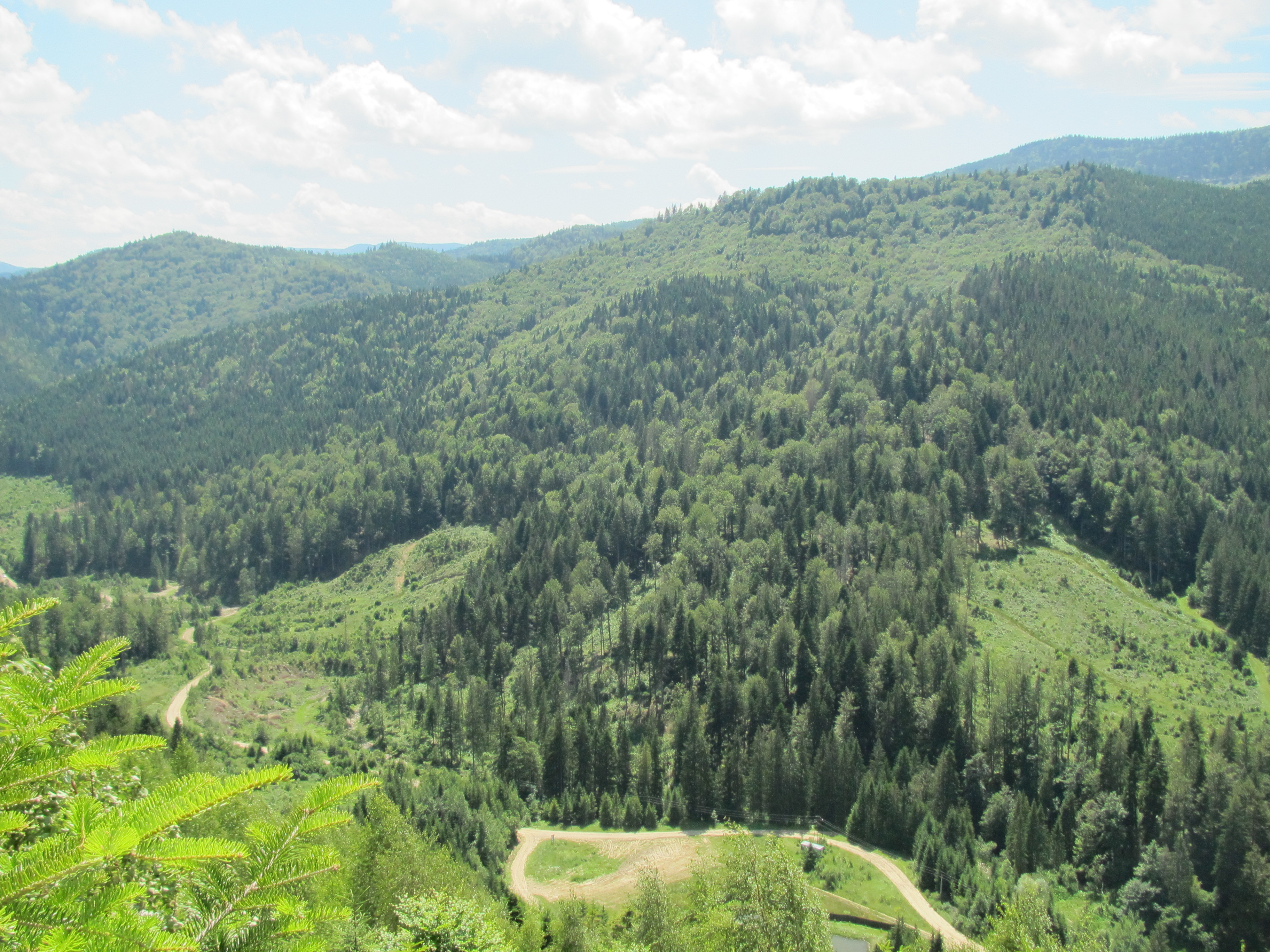
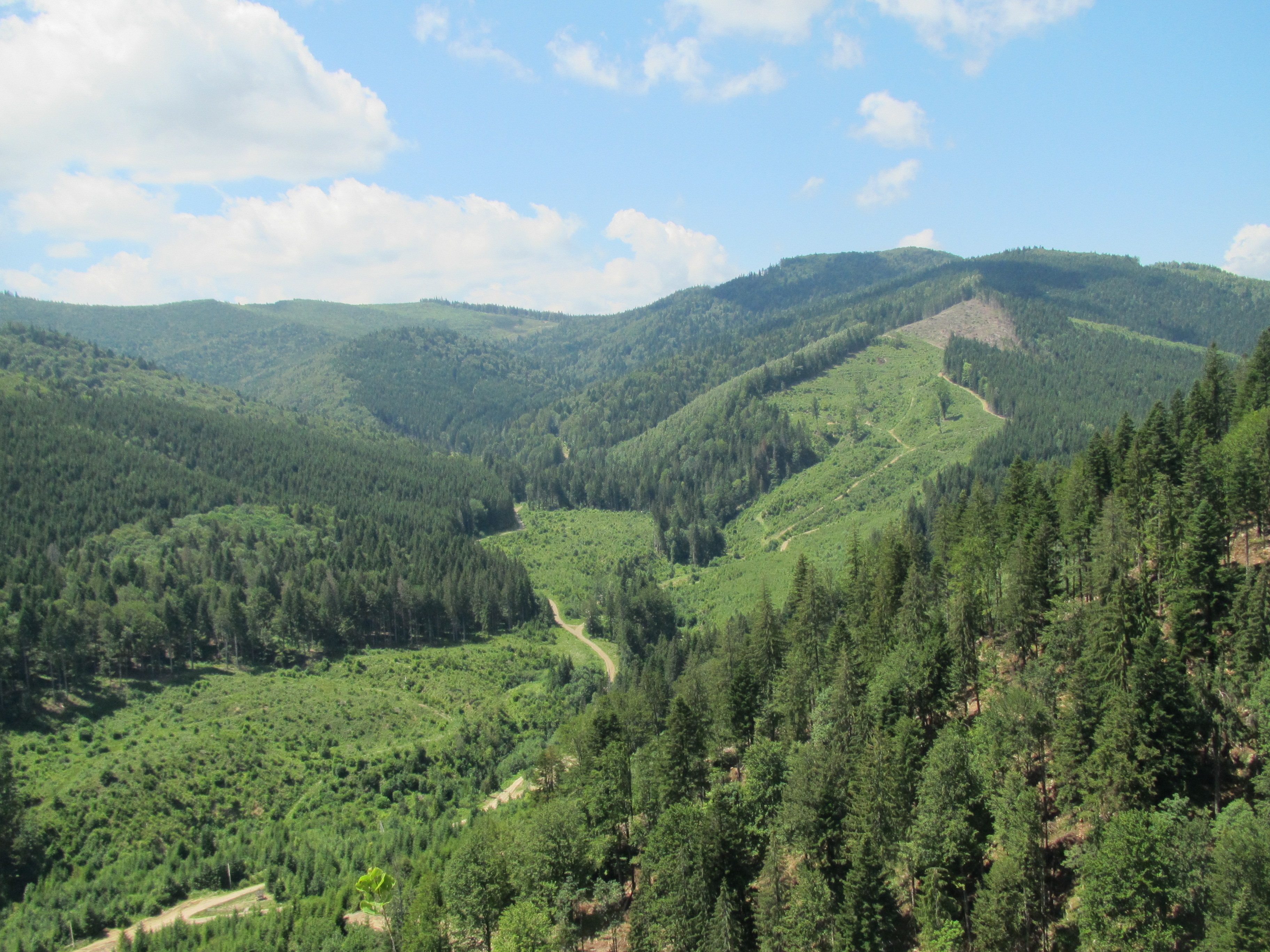